# Iambia volasira
Iambia volasira är en fjärilsart som beskrevs av Pierre E.L. Viette 1968. Iambia volasira ingår i släktet Iambia och familjen nattflyn. Inga underarter finns listade i Catalogue of Life.